# Садиба Лизогубів (Седнів)
Сад́иба Лизогýбів — комплекс споруд та інших об'єктів, що створювався у седнівському маєтку Лизогубів з кінця XVII до початку ХХ ст.; філія Чернігівського обласного історичного музею імені В. В. Тарновського (2014).

## Історія
Розташована вздовж високого правого берега р. Снов у південній частині Седнева. Почала формуватися наприкінці XVII ст., коли містечко стало маєтністю козацько-старшинської родини Лизогубів. Перший власник — Яків Лизогуб. На його замовлення було зведено низку житлових, культових і господарських споруд, розпочато облаштування парку. У середині ХІХ ст. садиба перетворюється на мальовничий архітектурно-парковий ансамбль. У 1830-х рр., після залишення державної служби, тут оселився Андрій Лизогуб, сюди ж переїхав і його брат Ілля. У кінці 1860-х рр. маєток перейшов до Дмитра Лизогуба, пізніше до Федора Лизогуба.
У садибі Лизогубів у різні роки бували багато діячів культури: Тарас Шевченко (навесні 1846 і 1847 років), Лев Жемчужников, Леонід Глібов, Борис Грінченко, Опанас Сластіон та ін., певний час мешкали революціонери-народники Андрій Желябов і Софія Перовська.
1904 рку, відзначаючи дев'яносту річницю з дня народження Тараса Шевченка, на території колишньої садиби Лизогубів було встановлено один із перших в Україні пам'ятників Шевченку. Автором цього пам'ятника став відомий український скульптор Федір Балавенський.
Останнім представником роду Лизогубів, що залишив слід в історії, був Федір Лизогуб, який у 1918 році очолював уряд України за часів гетьмана Павла Скоропадського. Згодом родина Лизогубів емігрувала.
Родинна усипальниця Лизогубів знаходилася у склепах під Воскресенською церквою. За совіцької влади ці склепи були розграбовані, а муміфіковані останки представників роду використовувалися як музейні експонати, які возили по країні.
27 лютого 2022 року розграбований російськими вандалами.

## Об'єкти садиби
Частина споруд дійшла до наших днів у перебудованому вигляді. З первісного етапу історії садиби збереглися Воскресенська (початково — Різдва Богородиці) церква, що була родинною усипальнею Лизогубів, і кам'яниця, обидві — 1690 рік. На місці дерев'яного житлового будинку в ХІХ ст. споруджено одноповерховий цегляний. Збереглися також перебудований флігель, невеликий грот, кам'яний місток («Красний міст», споруджений 1812 року на честь перемоги над Наполеоном) через старовинний рів, залишки оранжереї — фундамент та підпірні стіни. З малих форм паркового ансамблю збереглася також альтанка Глібова (1-а половина ХІХ ст.).
Седнівський парк (нині — Парк імені Т. Г. Шевченка), що є частиною садиби, має статус пам'ятки садово-паркового мистецтва (з 1972 р.). Парк в англійському (вільному) стилі, на базі діброви. Головною його композиційною віссю є алея вікових каштанів, що сполучає головний садибний будинок і Красний міст. Площа парку — 22 га.
Після націоналізації в 1918 році центральну частину садиби передано селищній школі: головний будинок і флігель використовувались як навчальні корпуси, прилеглу територію парку було пристосовано для занять із фізкультури та військової підготовки. Кам'яниця і більша частина парку перебувала у віданні НВО «Чернігівеліткартопля», середню частину території займає протитуберкульозний санаторій, південну — Будинок творчості й відпочинку Спілки художників України (з 1964 р.).
На території садиби 1904 року коштом Федора Лизогуба та на пожертви громадськості було відкрито один з перших в Україні пам'ятників Т.  Шевченкові (скульптор М. О. Гаврилко; у радянських довідкових джерелах зазначалося: «скульптор — напевно, Ф. Балавенський»); гіпсове погруддя на двометровому гранітному постаменті стояло біля Красного мосту, у 1924 перенесене на центральний майдан селища, під час нацистської окупації знищене. Нині в межах парку садиби Лизогубів є два пам'ятники Т. Шевченку — біля «Шевченкової липи» (відкрито 1957) і перед головним будинком (1976). У 2010 р. на території садиби споруджено новий пам'ятник поету.
На фасаді будинку Лизогубів установлено меморіальну дошку з текстом про перебування тут Т. Шевченка, ще одна пам'ятна мармурова дошка з написом «У цій садибі у 1846 і 1847 роках жив Т. Г. Шевченко» міститься на воротах садиби.

## Створення заповідника
19 листопада 2009 року Президент України Віктор Ющенко підписав Указ «Про деякі заходи зі збереження визначних пам'яток історико-культурної спадщини селища Седнів Чернігівської області», відповідно до якого Кабінету Міністрів і Чернігівській обласній держадміністрації доручено, зокрема:
1. створити державний історико-культурний заповідник «Садиба Лизогубів»;
2. розробити науково-проектну документацію з визначення історичного ареалу селища Седнів, меж територій пам'яток національного значення та затвердження їх зон охорони;
3. провести ремонтно-реставраційні роботи комплексу Воскресенської церкви, інтер'єрів Георгіївської церкви, а також робіт з упорядкування території парку, прилеглого до садиби Лизогубів.

Зазначені в указі заходи на сьогодні не реалізовано повною мірою. Після переведення школи 2012 року до новозбудованого приміщення здійснено реставрацію головного садибного будинку, в ньому планується відкрити музейну експозицію.

## Галерея

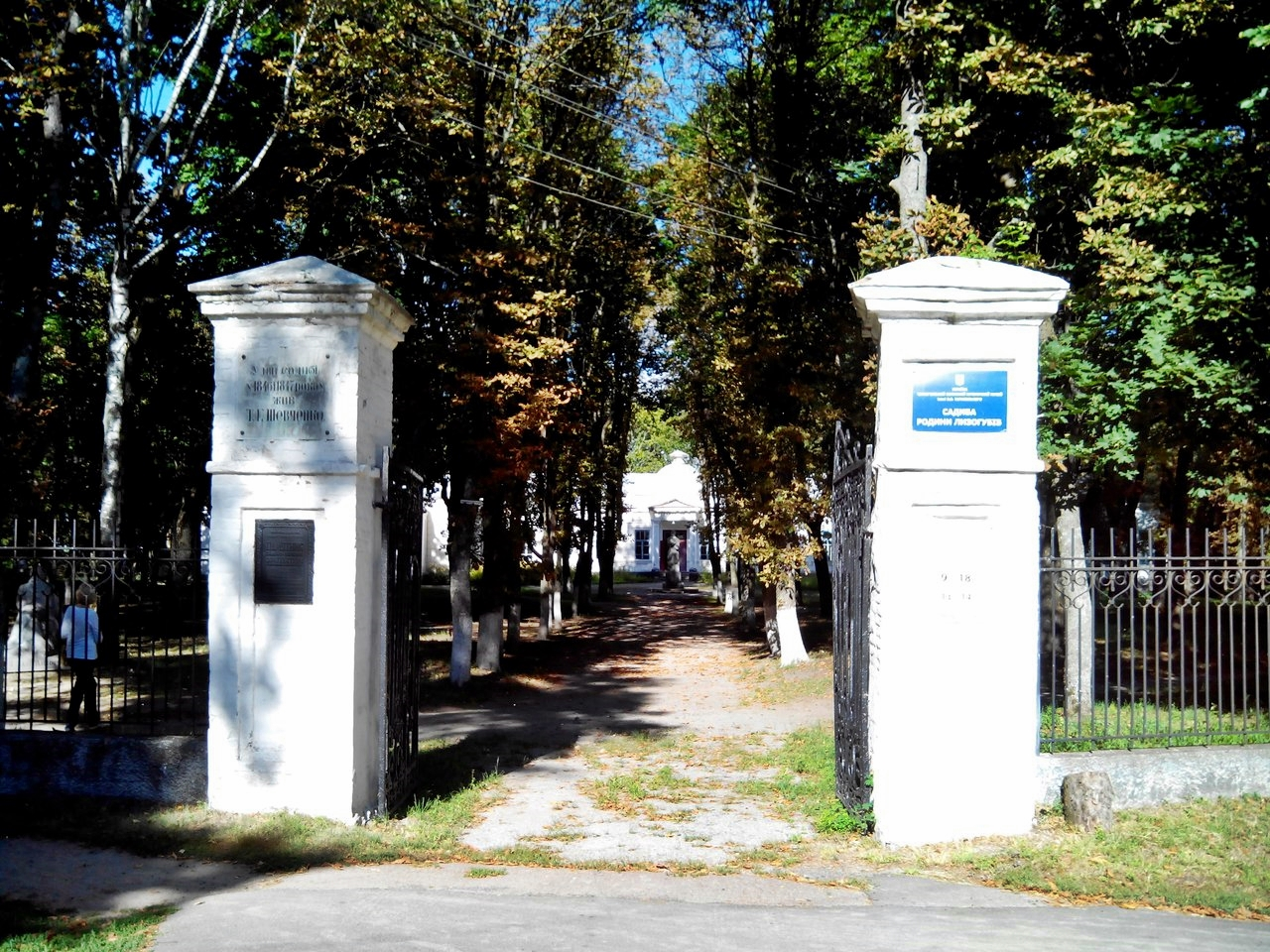
Вхід
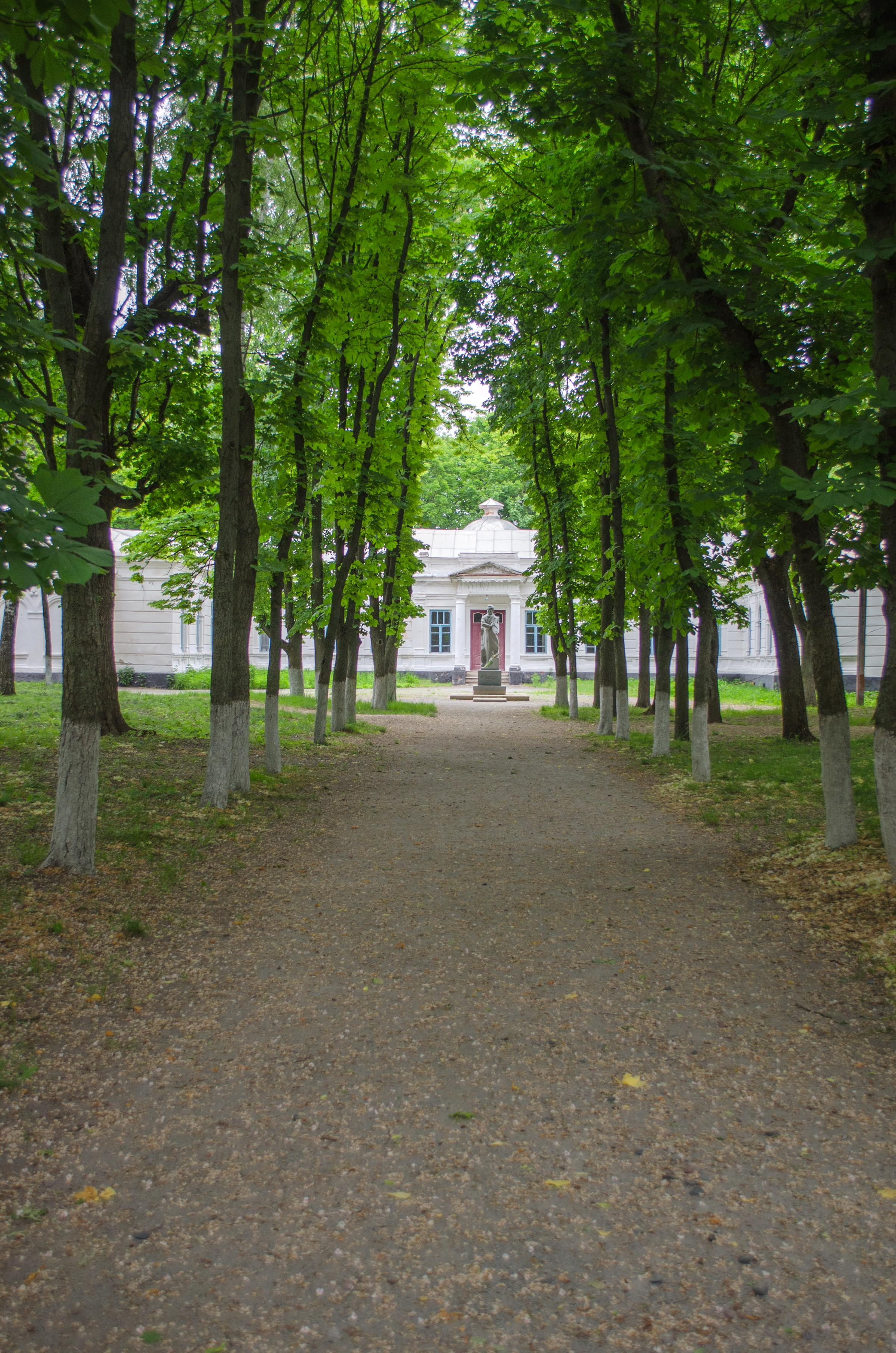
Алея
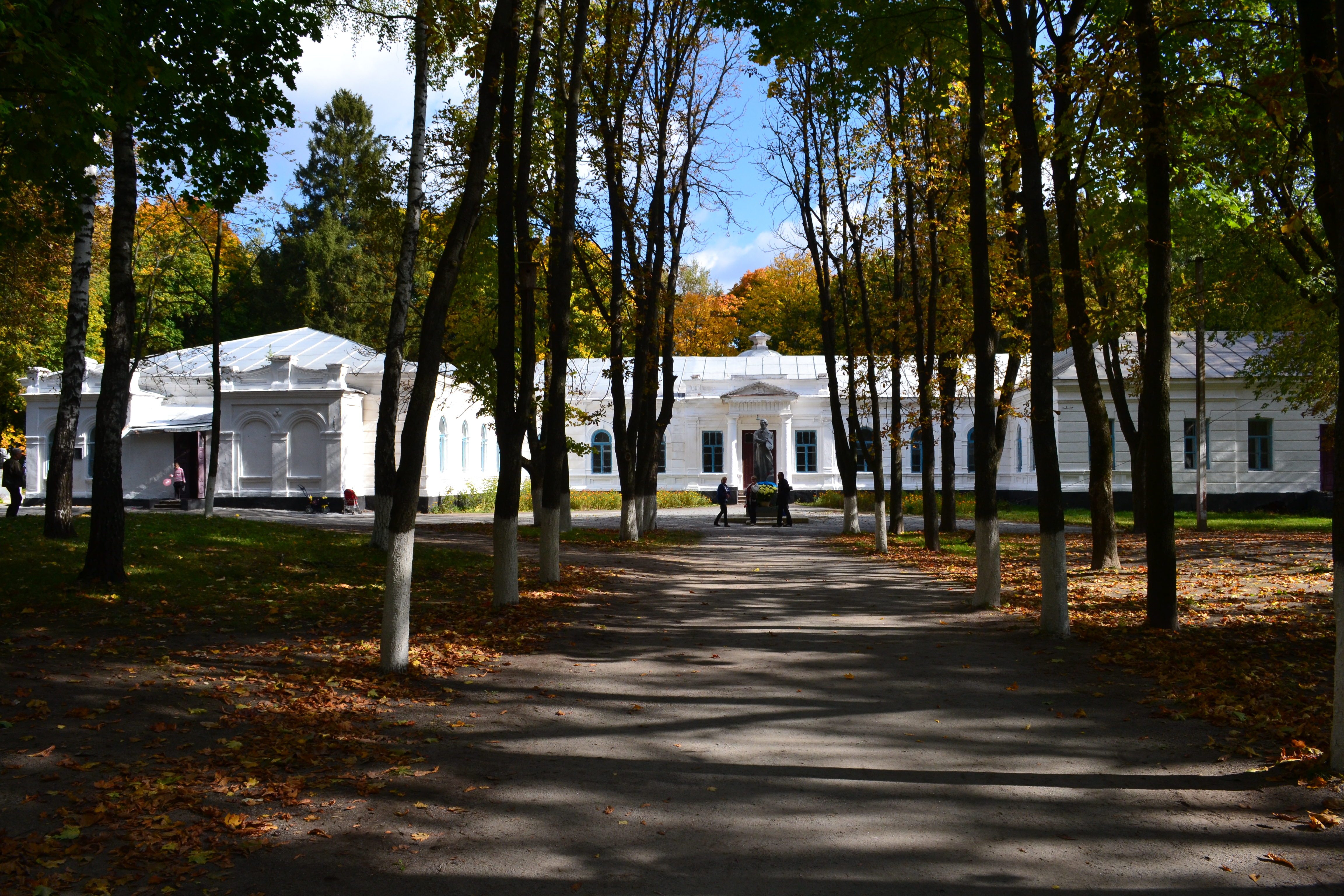
Передній фасад
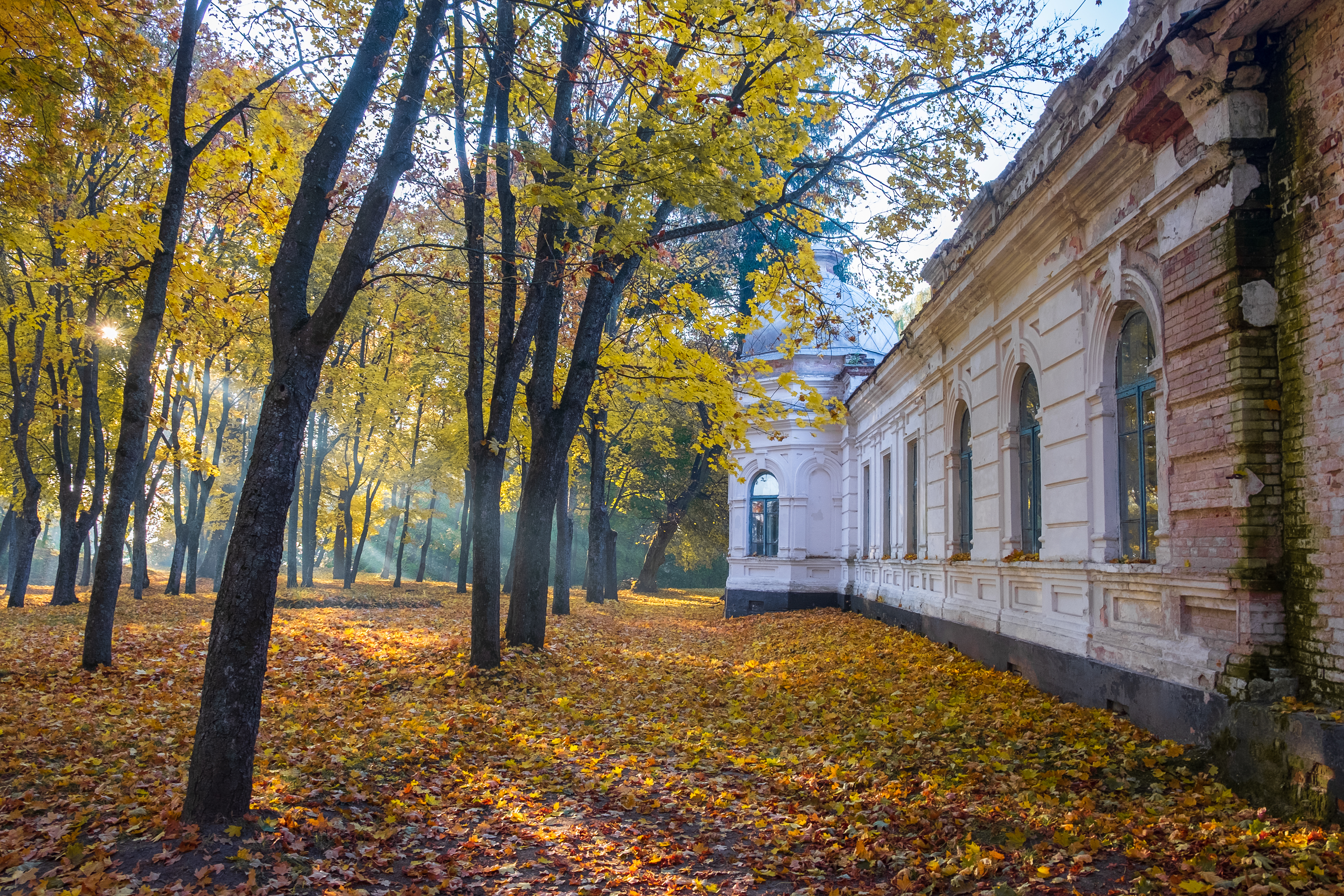
Стіна
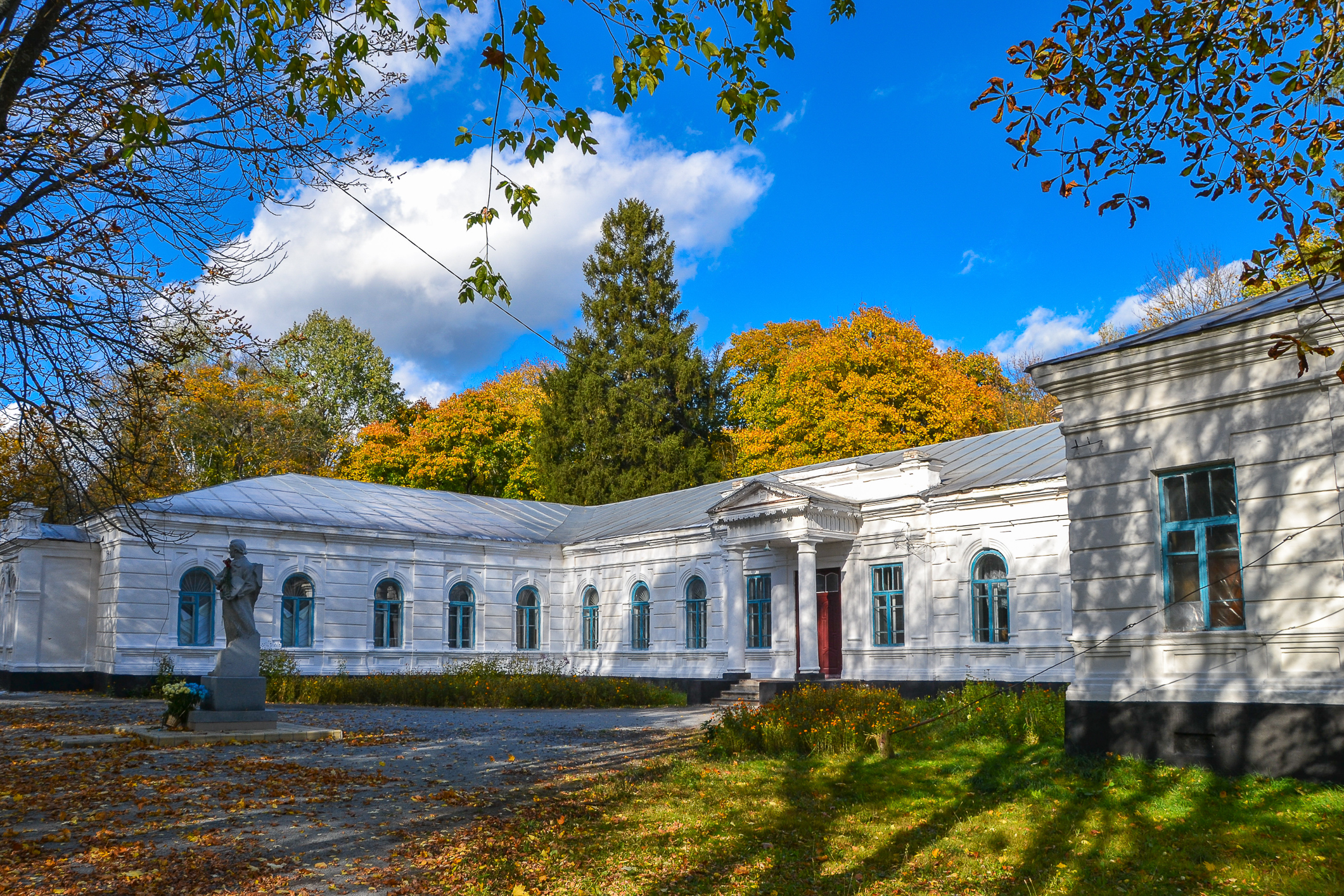
Дворик
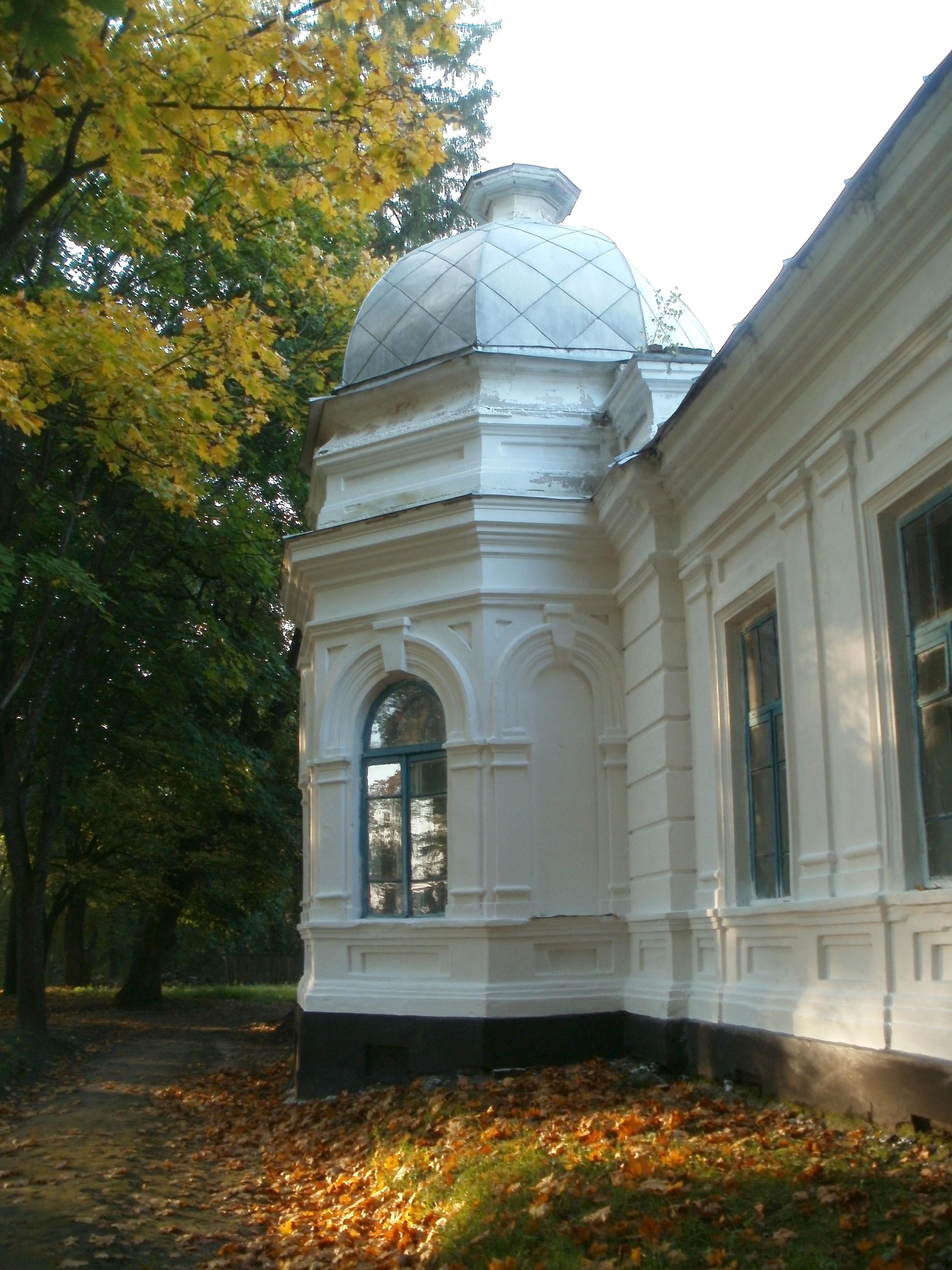
Фрагмент садиби
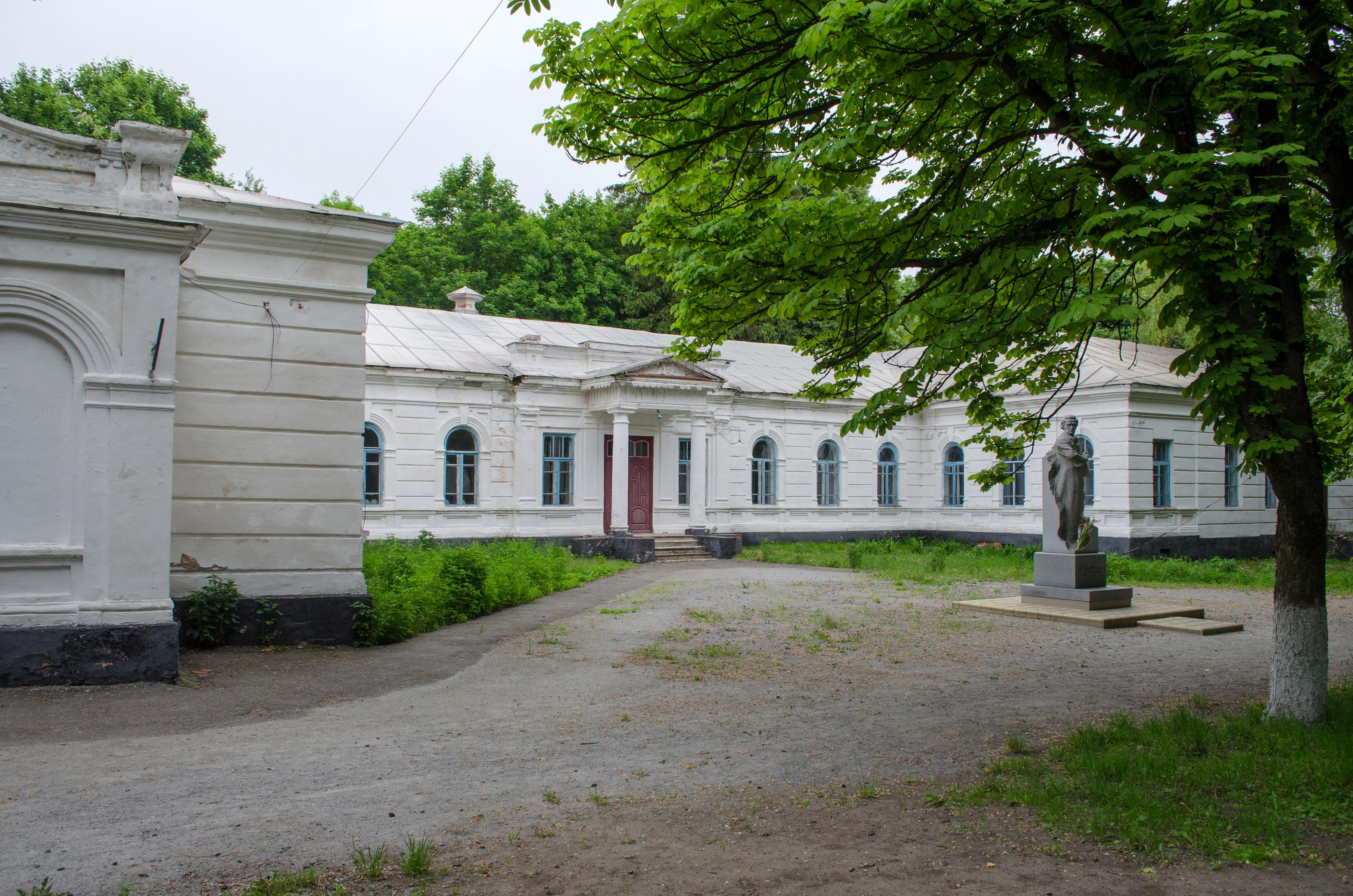
Вид збоку
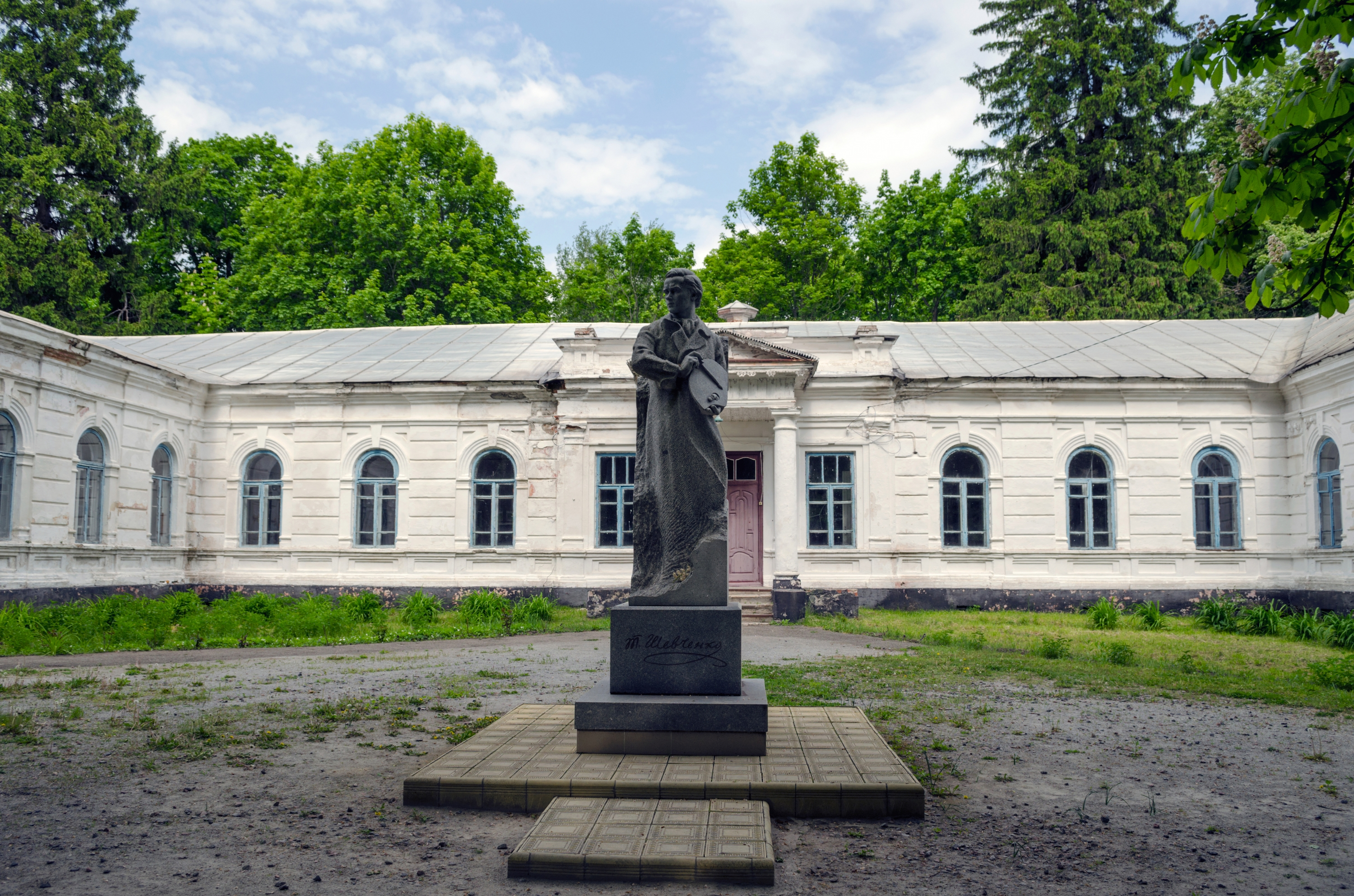
Пам'ятник Тарасу Шевченку
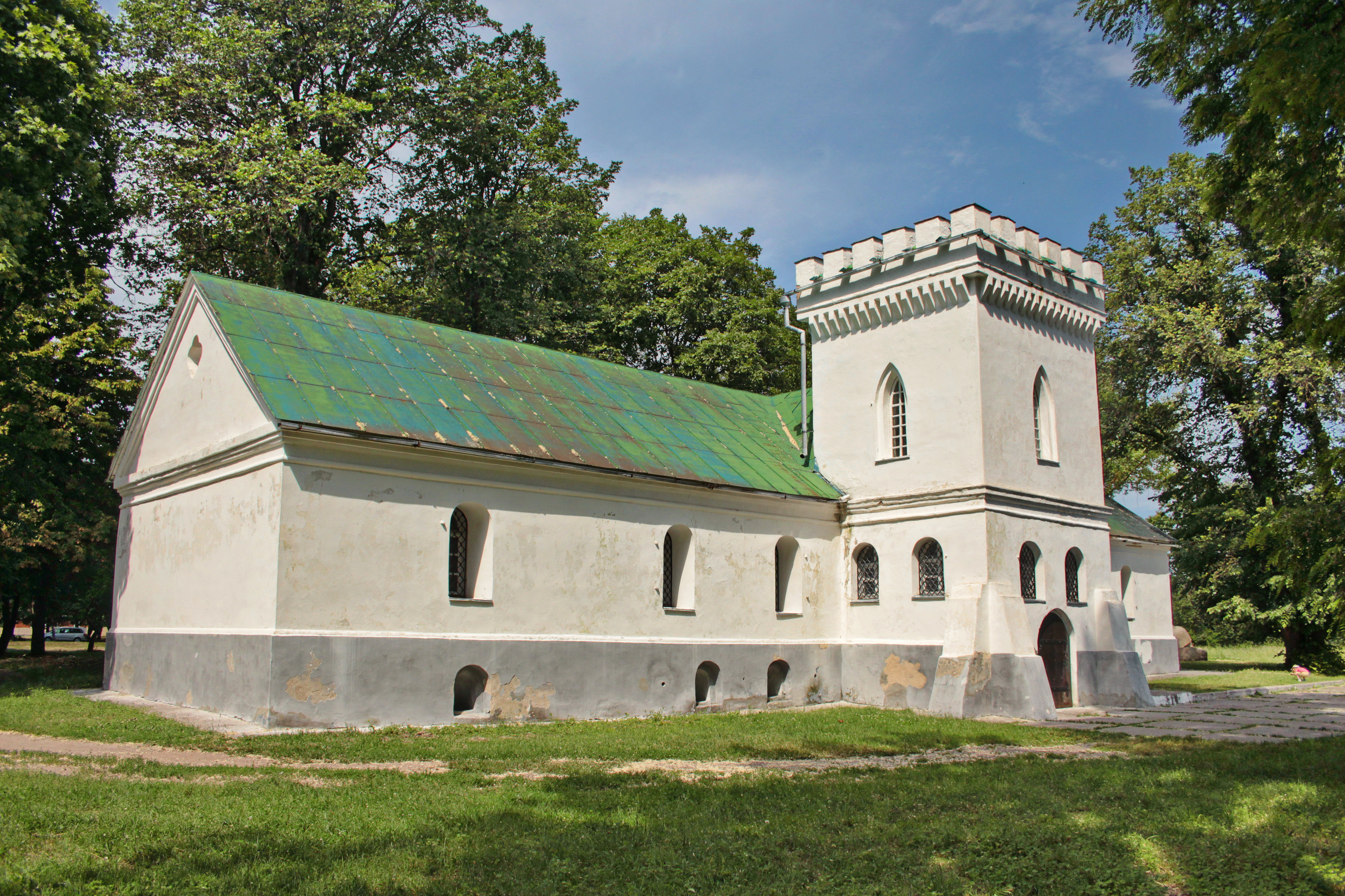
Кам'яниця (центр частина)
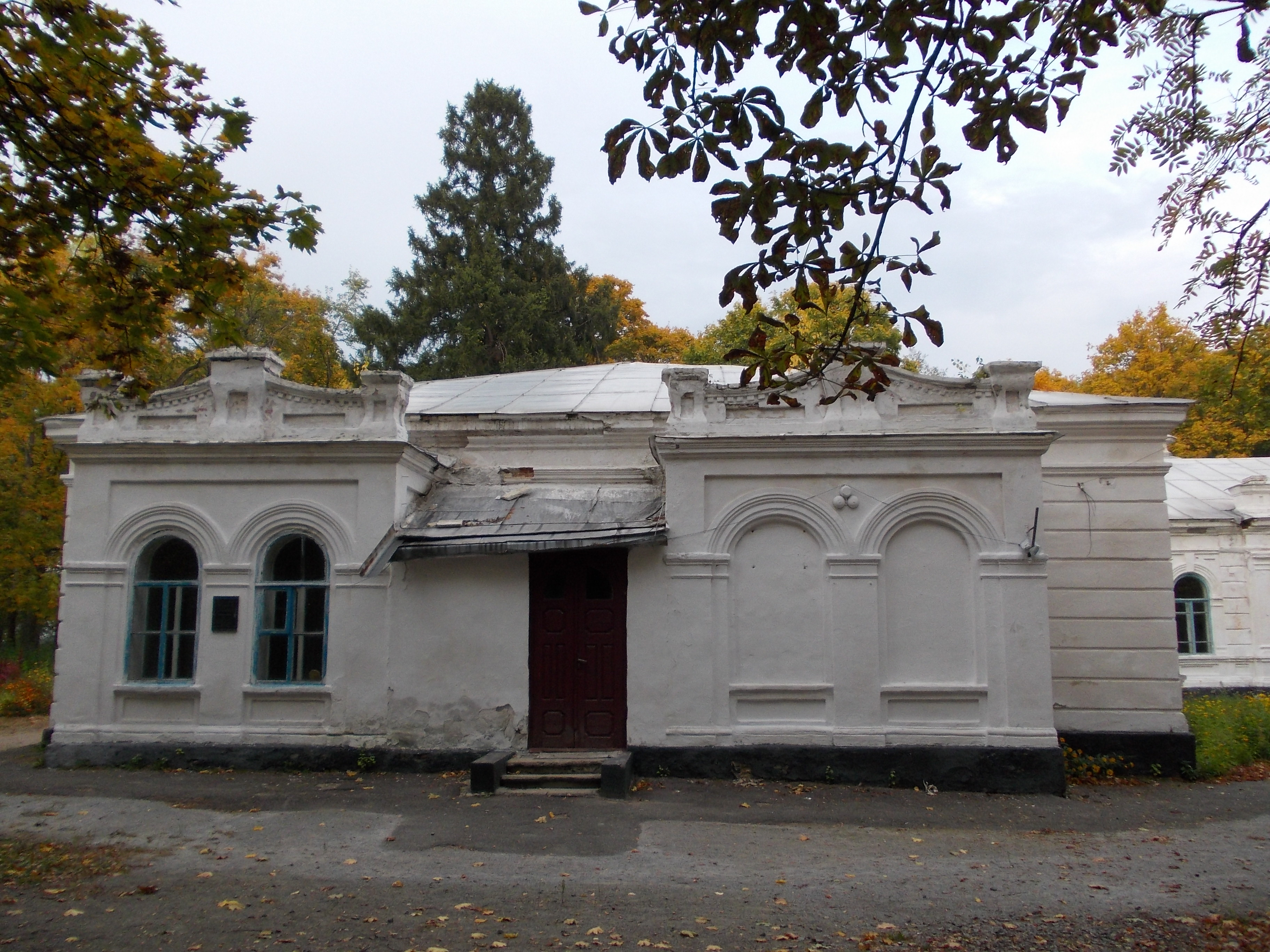
Флігель де жив Шевченко